# Цена (посёлок)
Цена (нем. Zehna) — община в Германии, районный центр, расположен в земле Мекленбург-Передняя Померания.
Входит в состав района Гюстров. Подчиняется управлению Гюстров-Ланд. Население составляет 661 человек (2009); в 2003 г. — 774. Занимает площадь 25,76 км².

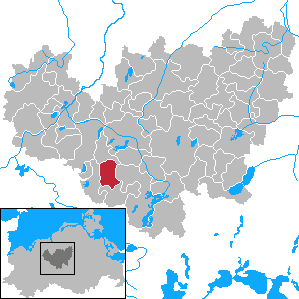
Цена